# Aurornis
Aurornis („pták úsvitu“) byl rod malého opeřeného teropodního dinosaura z čeledi Anchiornithidae (klad Maniraptora, Paraves). Tento drobný dinosaurus žil v období rané pozdní jury (asi před 161,5 miliony let) na území dnešní severovýchodní Číny (souvrství Tiaojishan, provincie Liao-ning).

## Popis
Aurornis byl malý opeřený dinosaurus s drápy na předních končetinách a se zubatými čelistmi, čímž se vzhledově lišil například od současných ptáků. Dosahoval přibližně velikosti bažanta, byl dlouhý asi 50 centimetrů a vážil kolem 250 gramů. Vývojově byl primitivnější než o 10 milionů let mladší evropský Archaeopteryx.

## Taxonomie
Aurornis byl zřejmě bazální deinonychosaur z čeledi Anchiornithidae a jeho příbuznými byly rody Anchiornis, Xiaotingia, Eosinopteryx a Caihong. Podle novější studie z roku 2017 však zástupci tohoto rodu možná představují jen zástupce, patřící ve skutečnosti do rodu Anchiornis.